# Вирощування
Вирощування — фантастичний фільм 2010 року.

## Сюжет
Наприкінці XX століття на прихованому в океані острові відбувався експеримент в області модернізації людського організму. Для цих цілей були виведені спеціальні істоти-паразити, які вступали в симбіоз з людським організмом, підвищуючи ряд його параметрів. Однак, як це часто трапляється, експеримент вийшов з-під контролю, і більше половини населення острова загинуло. Експеримент був засекречений, і ніякої інформації в зовнішній світ не просочилося. Через 20 років Джемі Акерман яка вижила в ті часи повертається на острів, щоб розібратися зі спадщиною.